# InterRegional
InterRegional (IR), auch Inter-Regional, im Plural Interregionais, ist eine Zuggattung, welche die portugiesische Staatseisenbahn Comboios de Portugal für Züge des schnellen Regionalverkehrs auf mittleren Distanzen verwendet. Die Zuggattung entstand, ebenso wie die Intercidades, 1988 im Zuge eines Modernisierungsplans des portugiesischen Eisenbahnnetzes. Die InterRegional-Züge werden von der Unternehmenssparte CP Regional betrieben.

## Geschichte

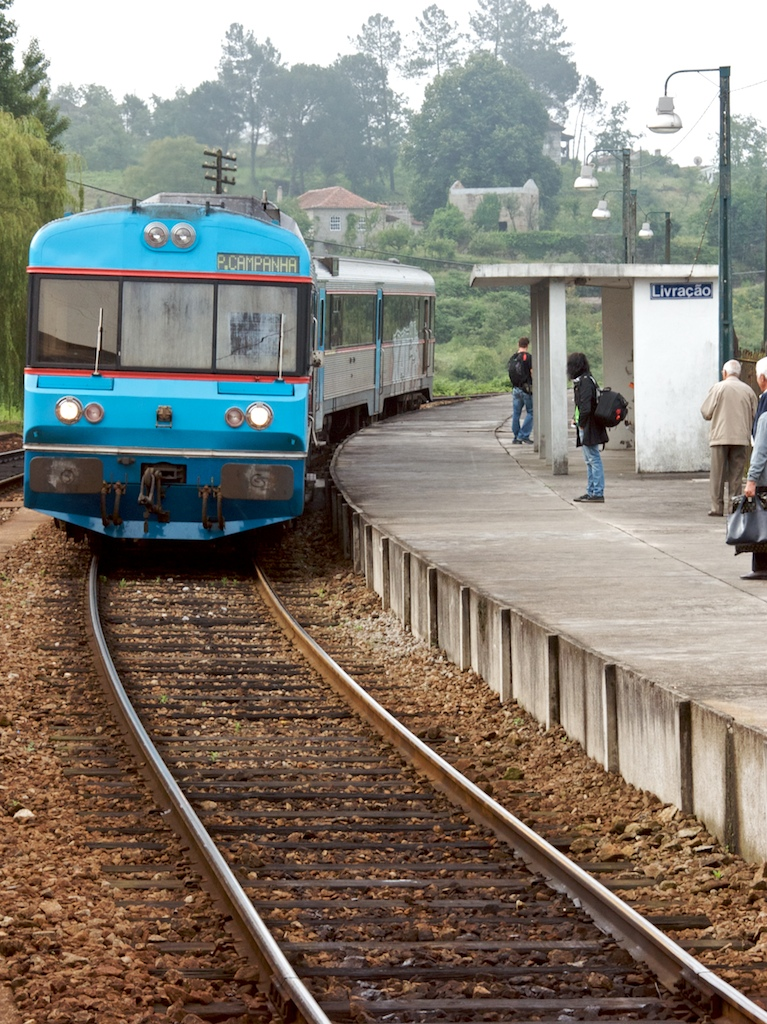
InterRegional-Zug der Baureihe 0450 im Bahnhof Livração auf der Linie zwischen Porto und Régua

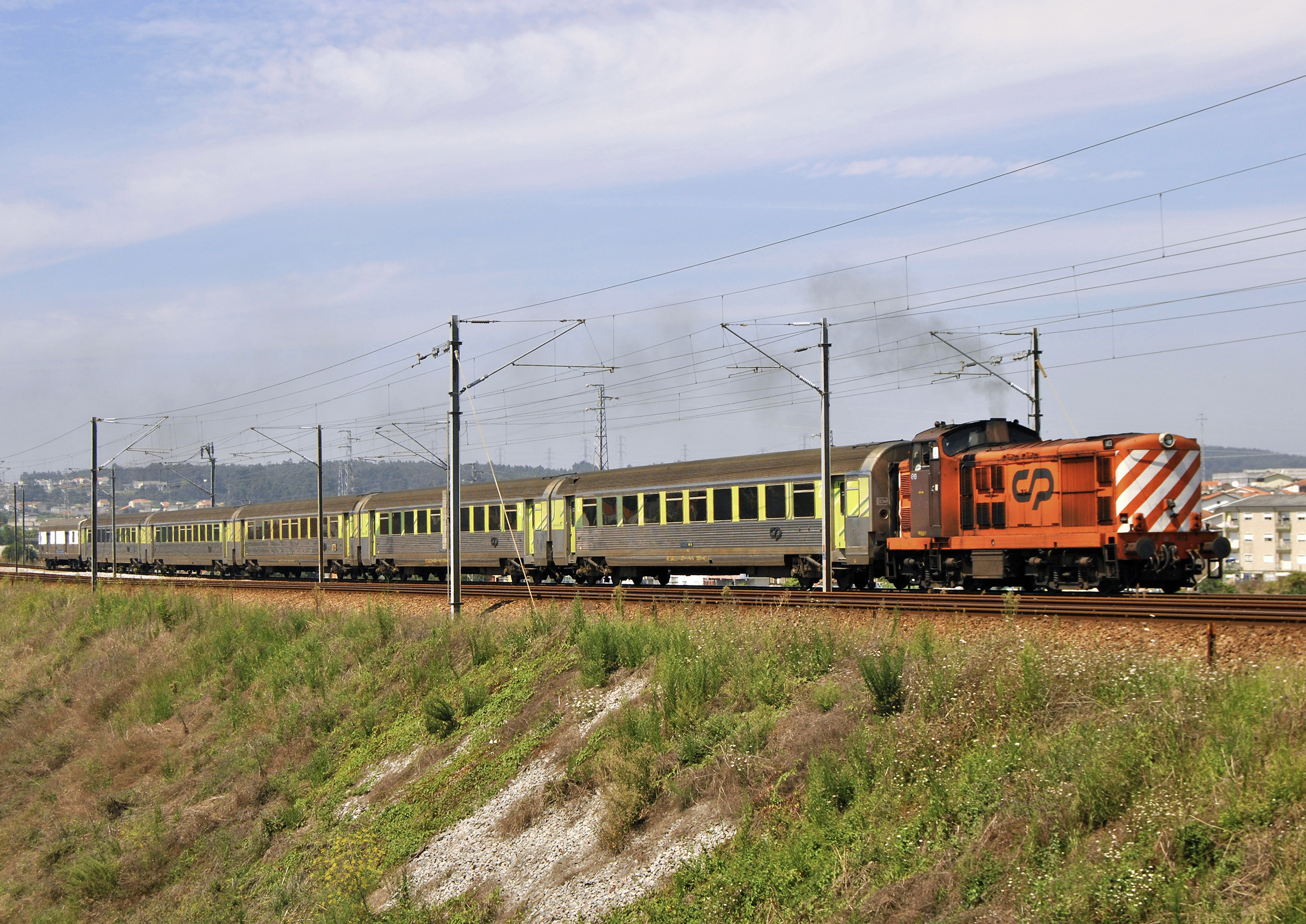
InterRegional mit Reisezugwagen, gezogen von Lokomotive der Baureihe 1400, auf dem Weg von Porto-Campanhã nach Pocinho

Die Zuggattung InterRegional entstand, nachdem das portugiesische Verkehrsministerium den „Eisenbahnmodernisierungsplan 1988–1994“ (Plano de Modernização dos Caminhos-de-ferros 1988–1994) verabschiedet hatte. Es sah unter anderem die Einführung der neuen Zuggattung Intercidades und InterRegional auf wichtigen Haupt- und Nebenbahnen vor, auf unrentablen Strecken sollte der Verkehr gänzlich eingestellt werden. Die neuen InterRegionais ersetzt die ehemalige Zuggattung „Directo“.
Insgesamt gab es keine beständige Weiterentwicklung dieser Zuggattung, so wurden regelmäßig Verbindungen eingeführt und später wieder eingestellt. Im Vergleich zu den Intercidades- und später auch den Alfa Pendular-Zügen konnte sich die Marke nicht besonders gut etablieren. So wird, im Gegensatz zu den beiden höherwertigen Zuggattung, auch kein InterRegional-„Netz“ beworben. Durch wirtschaftliche Probleme der portugiesischen Staatsbahn wurden zahlreiche Intercidades-Verbindungen inzwischen jedoch wieder auf den InterRegional herabgestuft. Als Beispiel können hier die Verbindungen Porto-Campanhã–Viana do Castelo (Einführung IC 1988, Ersatz durch IR 1994) und Porto-Campanhã–Régua (Einführung IC 1998, Ersatz durch IR 1994) angeführt werden.
Letztendlich zeichnen sich InterRegionais vor allem durch wenige Halte aus, aber auch durch den Betrieb mit Triebwagen des Regionalverkehrs. Eine gastronomische Versorgung ähnlich der Intercidades und der AlfaPendular ist nicht vorhanden, eine Reservierungspflicht besteht nicht.

## Linien
| Fahrstrecke                                         | Eisenbahnstrecke                              |
| --------------------------------------------------- | --------------------------------------------- |
| Lissabon Santa Apolónia–Tomar                       | L. do Norte, R. de Tomar                      |
| Lissabon Santa Apolónia–Caldas da Rainha (–Coimbra) | L. de Sintra, L. do Oeste, Ramal de Alfarelos |
| Lissabon Santa Apolónia–Porto-Campanhã              | L. do Norte                                   |
| Porto-Campanhã–Valença                              | L. do Minho                                   |
| Porto-São Bento/Campanhã–Régua(–Pocinho)            | L. do Douro                                   |

## Fahrzeugeinsatz
Auf allen InterRegional-Linien werden ausschließlich Nah- und Regionalverkehrstriebwagen eingesetzt. Alle Linien werden mit Fahrzeugen des der CP-Tochtergesellschaft CP Regional ausgestattet. Je nach Fahrgastaufkommen, Bedarf und Elektrifizierung der Strecke kommen die Fahrzeugtypen 450, 592 und 2240 zum Einsatz. Alle besitzen eine Höchstgeschwindigkeit von 120 km/h.
Reisezugwagen vergleichbar mit deutschen Interregios werden nur in Ausnahmefällen, wie bei besonders starker Nachfrage, benutzt. Um in diesen Fällen dennoch klimatisierte Wagen anbieten zu können, lässt die CP noch Generatorwagen mitfahren. Dies verdoppelt die Betriebskosten der Reisezugwagen.